# Міхаель Аві-Йона

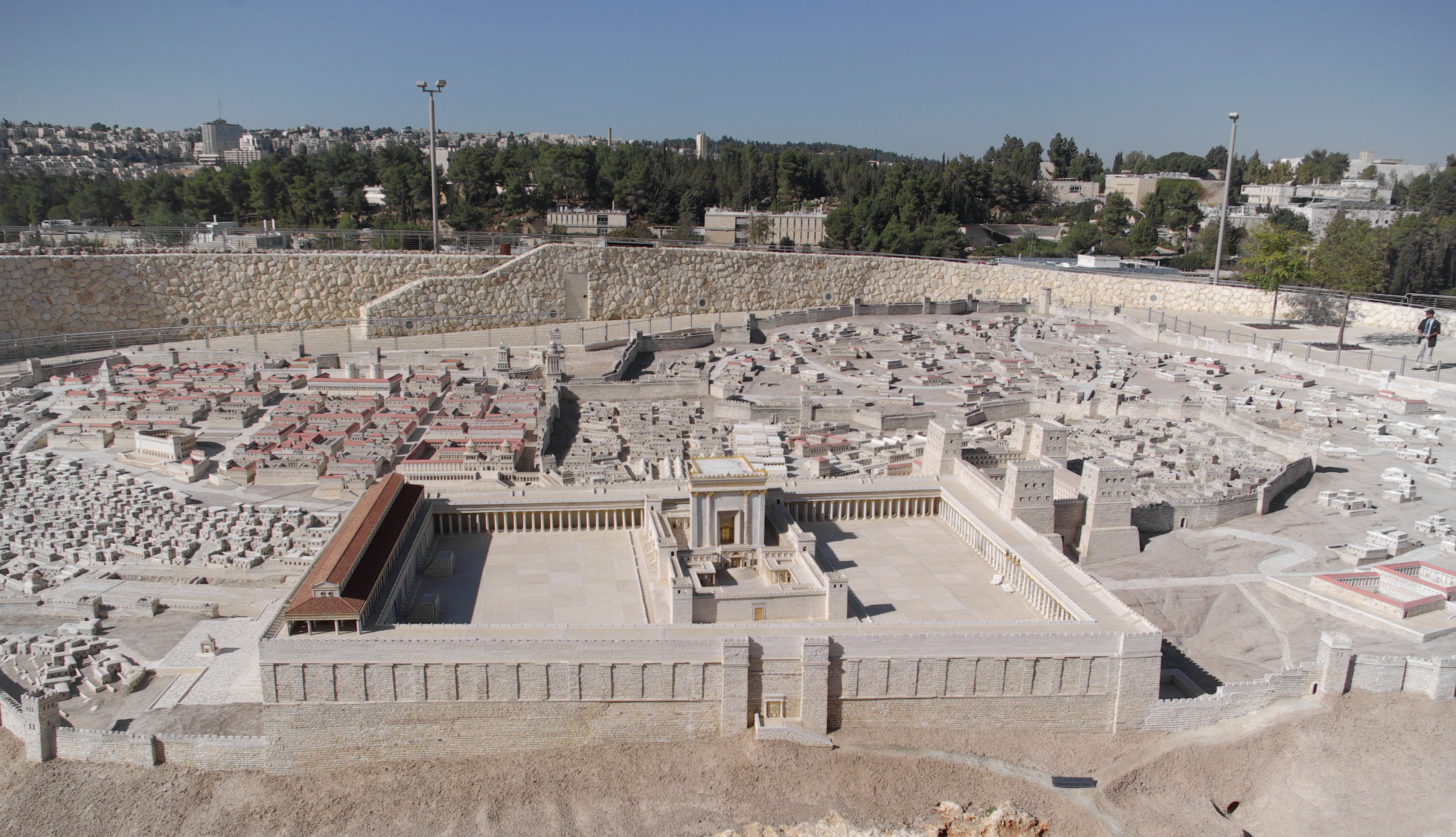
Свята земля Модель Єрусалиму

Міхаель Аві-Йона (івр. מיכאל אבי-יונה, уродж. Бухштаб; 26 вересня 1904, Лемберг — 26 березня 1974, Єрусалим, Ізраїль) — ізраїльський археолог та історик. Від 1958 року є професором класичної археології та історії мистецтв у Єврейському університеті в Єрусалимі. Був секретарем Відділу старожитностей Ізраїлю.